# アートプロジェクト
アートプロジェクトとは、おもに1990年代以降の日本で展開されている現代美術の活動を指す。芸術祭、ビエンナーレ、トリエンナーレなどの名を冠することもある。まちづくりの重要な方法として行政や地域コミュニティにも受け入れられるようになってきたと同時に、若いアーティストに発表の機会を提供しており、現代美術の重要な局面を形成しつつある。

## 定義
アートプロジェクトの定義は使用者によって様々であり、個別のプロジェクトごとにその目的や活動内容は異なる。
論者によっては「参加型アートプロジェクト」や「地域型アートプロジェクト」などとその特徴を頭に表記する場合もある。

### 1990-2000年代の定義の試み
アートプロジェクト初期における定義は、「アート」と「プロジェクト」を分けてその意味を問うている。
1990年代後半にアートプロジェクトの定義を試みた橋本敏子は、「簡単に定義をしにくい要素を持っている」と前置きしたうえで、「社会とアートの多様な関係を作りだろうとしていること」「表現活動のさまざまな場面への参加・交流を作り出そうとしていること」の2つが、アートをプロジェクトにする要素だと論じた。
また川俣正と桂英史は、アートプロジェクトのプロジェクトとしての特徴を「脱＝作品化」として「『芸術作品』を作家自身が解放し、表現の提示おおよび制作のプロセスをある種の集団的な表象（＝代理）として利用しようとするプロセス」と、「コミュニティやローカリティあるいはマイノリティという社会的文脈に介入することによってのみ可能な表現プロセスの活動そのものを本質的な作品形態として提示する企て」の2つにわけた。その上で、前者が「ワーク・イン・プログレス」、後者が「サイトスペシフィック・アート」と呼ばれるものだとした。
また、各地のアートプロジェクトのドキュメントとまとめたプロジェクトにおいて、村田真はアートプロジェクトを「最近、個人のスケールを超えた『美術作品』ないしは『美術展』とほぼ同義で使われているようだが、本来の意味は異なっている」として、「アート」と「プロジェクト」の語に戻り再定義している。村田は、「アート」は美術よりも幅広い語を指す意味で、「プロジェクト」はプロセスを含む意味で用いられているとした。

### 2010年代の定義の試み
加治屋健司は美術史の立場からその変遷を追い「オブジェとして作品を制作することよりも、制作するプロセスを重視した試みであり、同時に、美術館の外に出るだけでなく、社会的な文脈へと接続・介入していこうとする企てを意味している」と特徴を述べた。
吉澤弥生は、アートプロジェクトの特徴を「作家の単純作業から、多様な参加者による共同制作＝協働となる」「パーマネントの作品だけではなく、仮設の作品やワークショップを行う」「制作プロセスそのものやその固有性を重視する」とまとめた。
さらに、熊倉純子らは研究会を通じて様々な事例の要素を抽出し、定義を行った。「作品展示にとどまらず、同時代の社会の中に入り込んで、個別の社会的事象と関わりながら展開される」ものし「既存の回路とは異なる接続／接触のきっかけとなることで、新たな芸術的／社会的文脈創出する活動」とした。
吉澤や熊倉の定義を受け、宮本結佳は今日のアートプロジェクト興隆の理由を「作家が社会との関わりを求め美術を飛びだすオフ・ミュージアムの傾向」と「地域社会における固有の文化を生かしたまちづくり・地域づくりへの関心の高まり」、そして「地方行政における文化支出の重点がハードからソフトへ移っていく傾向」の2つが交錯する形で「場所に固有なアートプロジェクトを通じた地域づくり」が模索されるようになったと論じる。

## 関連語
藤田直哉は熊倉のアートプロジェクトの定義を踏まえ、自身の論考「前衛のゾンビたち――地域アートの諸問題」で「地方を舞台としたアートプロジェクト」を「地域アート」という言葉を用いた。藤田は自身が「地域アート」と呼ぶものは、熊倉の「アートプロジェクト」の定義にほぼ当てはまるものだとしている。